# Qin Weibo
Qin Weibo (chinesisch 秦伟搏; * 29. Dezember 2002 in Shanghai) ist ein chinesischer Hürdenläufer, der sich auf die 110-Meter-Distanz spezialisiert hat.

## Sportliche Laufbahn
Erste internationale Erfahrungen sammelte Qin Weibo im Jahr 2024, als er bei den Hallenasienmeisterschaften in Teheran in 7,63 s auf Anhieb die Silbermedaille im 60-Meter-Hürdenlauf hinter dem Kasachen Dawid Jefremow gewann. Im August nahm er an den Olympischen Sommerspielen in Paris teil und schied dort mit 13,41 s im Halbfinale aus. Im Jahr darauf belegte er bei den Hallenweltmeisterschaften in Nanjing in 7,72 s den achten Platz über 60 m Hürden. Ende Mai gewann er bei den Asienmeisterschaften in Gumi in 13,45 s die Bronzemedaille über 110 m Hürden hinter dem Japaner Rachid Muratake und seinem Landsmann Liu Junxi.
2024 wurde Qin chinesischer Meister im 110-Meter-Hürdenlauf sowie 2023 und 2025 Hallenmeister über 60 m Hürden.

## Persönliche Bestzeiten
- 110 m Hürden: 13,29 s (+1,3 m/s), 2. Juni 2024 in Tottori
  - 60 m Hürden (Halle): 7,56 s, 9. März 2025 in Jinan